# Щепетильников, Пётр Матвеевич
Пётр Матвеевич Щепетильников (1880—1909) — русский революционер, активный участник революции 1905—1907 годов. Член ВКП(б) с 1903 года.

## Биография
Пётр Щепетильников родился в 1880 году в Нижнем Новгороде в рабочей семье. С 1897 года работал металлистом на заводах и фабриках Сормова, Санкт-Петербурга и Москвы. Вместе с П. А. Заломовым принимал участие в подготовке Сормовской демонстрации 1902 года.
9 января 1905 года принимал участие в шествии рабочих к Зимнему дворцу. После расстрела шествия призывал рабочих на баррикады. В феврале был арестован и этапирован в Москву. Содержался в Бутырской тюрьме. Был сослан на родину, однако в марте вернулся в Москву и устроился на работу токарем на Трёхгорную мануфактуру. Позднее работал слесарем в Миусском трамвайном парке. Там он возглавил большевистскую ячейку, стал одним из руководителей профсоюза рабочих коммунального хозяйства Москвы.
Совместно с инженером М. П. Виноградовым организовывал стачку рабочих трамвайного парка. Осенью 1905 года принимал участие в организации миусской боевой дружины. Избирался депутатом Московского совета рабочих депутатов 1905 года, входил в состав его исполнительного комитета. Во время Декабрьского восстания был помощником начальника боевой дружины, принимал участие в боях с царскими войсками. 18 декабря был схвачен властями и помещён в Таганскую тюрьму. В 1907 году был сослан в Иркутскую губернию.
Из ссылки бежал за границу. Сначала жил в швейцарском Цюрихе, затем в других городах. Работал в эмигрантских большевистских организациях. Умер весной 1909 года от туберкулёза.
В 1922 году имя Петра Щепетильникова было присвоено Миусскому трамвайному парку (позднее — 4-й троллейбусный парк имени Щепетильникова).